# Isabel Moreno (meteoróloga)
Isabel Moreno Muñoz (Madrid, España, 1992), conocida como Isabel Moreno es una física y meteoróloga que trabaja en el programa de televisión Aquí la Tierra.

## Biografía
Es graduada en Física y tiene un máster en Meteorología y Geofísica, ambas titulaciones por la Universidad Complutense de Madrid. Además, ha continuado su formación a través de diversos cursos sobre educación ambiental, biodiversidad, comunicación.
Desde 2016 ha estado ejerciendo como meteoróloga y presentadora del tiempo en diferentes medios y, actualmente, realiza esas labores en el programa Aquí la Tierra, de Televisión Española. Compagina su actividad profesional con la divulgación sobre crisis climática en medios de comunicación, eventos, seminarios, conferencias y cursos, así como en sus redes sociales.

## Trabajos publicados
- Cambio climático para principiantes (2023).[9] ISBN 978-84-178-0989-8
- Atmósfera de bulos (2025).[10] ISBN 978-84-666-7946-6